# Hohenheimer Einfachbeute
Die Hohenheimer Einfachbeute ist ein in der Imkerei verwendetes Magazinsystem für Bienenstöcke. Es wurde von der Landesanstalt für Bienenkunde an der Universität Hohenheim in Baden-Württemberg entwickelt. Baupläne und Beschreibungen wurden frei veröffentlicht.

## Namensherkunft
Der Name Hohenheimer Einfachbeute bezieht sich ursprünglich auf den Entwicklungsort, die Landesanstalt für Bienenkunde an der Universität Hohenheim, und des Weiteren auf die einfache Bauart der Magazinbeute und auf eine Betriebsweise mit gleich großen Brut- und Honigraumzargen, die einfachen Austausch von Brut- und Honigrähmchen ermöglicht. Sie geht zurück auf die „Sax-Beute“, ein Design, welches von Dr. Hans Sachs bereits in den 1970er Jahren entwickelt wurde. Sachs war seinerzeit Mitarbeiter der Landesanstalt für Bienenkunde in Hohenheim.

## Eigenschaften
Die Beute besteht aus 20 mm dünnem Massivholz, ist falzlos und mit Griffleisten. Sie ist ausgelegt für zehn Zanderwaben (220×420 mm) mit langen Ohren (28,5 mm) mit einem Rähmchenabstand von 35 mm. 
In der ursprünglichen Form ist sie für gleich große Zargen im Brutraum und Honigraum ausgelegt. Durch ihre Größe sind Betriebsweisen mit einzargigem Brutraum und zweizargigem Brutraum möglich.

## Varianten
Im Laufe der Zeit entstanden verschiedene Varianten der Hohenheimer Einfachbeute. Innerhalb des Magazinbeutensystems im Zandermaß wurden niedrigere Zargen für den Honigraum, so genannte Flachzargen mit Rähmchenhöhe 159 mm und Halbzargen mit Rähmchenhöhe 110 mm entwickelt. Auch höhere Großraum-Zargen für den Brutraum, so genannte Hochzargen für 285 mm Rähmchen, wodurch einfache Betriebsweisen mit einzargigem Brutraum und angepasstem Brutraum mit Schied möglich sind, entstanden.
Neben dem Zandermaß wurden auch andere Magazinbeutenmaße in der Bauform der Hohenheimer Einfachbeute konzipiert, beispielsweise für das Rähmchenmaß Deutsch Normal (370 mm × 223 mm).

## Kommerzielle Vermarktung
Die Hohenheimer Einfachbeute hat durch Gerhard Liebig und Pia Aumeier im deutschsprachigen Raum große Bekanntheit erlangt. Daher, und weil die Beute für Wabenrähmchen im Zander-Maß ausgelegt ist, wird diese im Fachhandel auch unter den Namen Liebig-Zander-Beute oder Zanderbeute nach Dr. Liebig geführt. Da es die Beute mittlerweile auch für andere Rähmchengrößen gibt, hat sich in einigen Teilen Deutschlands der allgemeinere Name Liebig Kompaktbeute mit Nennung des Rähmchenmaßes etabliert. Kompaktbeute, weil pro Zarge nur zehn Rähmchen statt elf vorhanden sind.